# بدجن
بدجن (ينطق: بِدْجِن) (بالإنجليزية: Pidgin)‏ هو برنامج مفتوح المصدر ويعمل على أكثر من نظام تشغيل للتراسل الفوري ويدعم برتوكولات كثيرة للتراسل الفوري.

## الميزات
يتضمن بدجن العديد من الميزات من ضمنها:
- دعم العديد من أنظمة التشغيل من ضمنها ويندوز وشبيه يونكس كلينكس وبي إس دي.
- دعم العديد من البرتوكلات.
- دعم حسابات متعددة.
- تدقيق إملائي.
- تسجيل المحادثات.
- فتح المحادثات عن طريق ألسنة في نافذة واحدة.

### البرتوكلاتالمدعوة
- MSN Messenger
- Yahoo! Messenger
- Jabber
- IRC
- Google Talk

## قضية الاسم
بدجن كان يعرف بGTK+ AOL Instant Messenger، غير أن الاسم AOL Instant Messenger علامة تجارية مملوكة لشركة إيه أو إل. الأمر الذي اضطر مطوري البرنامج لتغيير اسم البرنامج إلى Gaim. غير أن الضغوط استمرت من قبل أي أو إل لإزالة الجزء AIM من اسم البرنامج، غير أنّ مطوري البرنامج أبقوا الأمر سرا لحد كبير.
في أبريل، 2007 أعلن مطوروا البرنامج عن التسوية مع أي أو إل، تضمنت تغيير اسم البرنامج إلى بدجن.

## الانتقادات
لا يدعم بدجن أي شكل من أشكال المحادثات المرئية أو المسموعة. غير أن المطورين يعدون لتطوير هذه الميزة في المستقبل.
وكغيره من البرنامج، يحفظ بدجن كلمة السر في ملف سهل القراءة من قبل أي شخص يستخدم حساب المسخدم نفسه أو مدير الجهاز. مطورا البرنامج يبررون أن تشفير كلمة السر لن يأتي بنتيجة كون البرنامج مفتوح المصدر، ويمكن الإطلاع على مفتاح التشفير.

## برامج منافسة
- شات أون